# Myt' vesny - Dzvinkyj viter
Myt' vesny - Dzvinkyj viter (in ucraino Мить весни. Дзвінкий вітер?) è il primo album in studio della cantautrice ucraina Ruslana, pubblicato nel 1998.

## Tracce

### Disco 1:Myt' vesny
1. Vesnyana Introduktsiya – 1:31
2. Myt Vesny – 5:16
3. Svitanok – 3:53
4. Svito i tin – 2:56
5. Ostannia podorozh – 4:14
6. Balada pro pryntsesu – 5:01
7. Shchastya – 3:37
8. Ty – 4:05
9. Tik-Tak kolyskova – 5:07

### Disco 2:Dzvinkyj viter
1. Vam i ne snylosja – 2:35
2. Ostannja podorozh – 4:42
3. Ty (live) – 4:05
4. Svitanok (live) – 3:37
5. Try tysjachy rokiv tomu – 2:01
6. Vtrachenyj raj – 4:21
7. Polum'ja doshhu – 3:33
8. Luna – 4:42
9. Balada pro pryntsesu – 4:20
10. Oj, Letily dyki gusy (live) – 3:15